# Місяць-пустунець
«Місяць-пустунець» (англ. Rogue Moon) — науково-фантастичний роман литовсько-американського письменника Альгіса Будріса, вперше вийшов 1960 року у видавництві Gold Medal Books. Цей твір про сенс життя і прагнення людства подолати смерть.

## Зміст
Доктор Едвард Гоукс з Continental Electronics винайшов метод електронного кодування людини і одночасного передавання коду на Місяць, а звідти до своєї лабораторії. Оригінал коду гине в процесі, але на землі залишається людина, з якою створюються нові дублікати. Наземна копія (фактично людина) перебуває у стані сенсорної депривації.
Гоуксу доручається проєкт розкриття таємниці чужорідного артефакту, виявленого на зворотному боці Місяця. ВМС США відправляє приймальне обладнання для пристрою Гоукса, що знаходиться поблизу артефакту, а апарат Гоукса передає дублікати вояків військово-морського флоту на приймач, одночасно створюючи дублікати в лабораторії Гоукса на Землі.
Людські дублікати, що входять до артефакту, гинуть. Гоукс виявляє, що люди в його лабораторії божеволіють через постійну смерть своїх дублікатів внаслідок емоційного зв'язку людини з дублікатом. Однак вчений повинен і далі надсилати дублікати людей до артефакту, тому що кожен наступний трохи більше наближається до виходу з чужорідного лабіринту в артефакті.
Гоукс розчарований, оскільки не може знайти добровольців, які зберігають здоровий стан, переживши смерть численних дублікатів. Водночас відбувається моральна боротьба з собою, оскільки вчений знає, що відправляє дублікатів на смерть та зводить людей з розуму. Нарешті, він покладається на Вінсента Коннінгтона, директора з персоналу одного з підрядників проєкту, щоб порекомендувати когось для проєкту. Коннінгтон пропонує Аль Баркера, колишнього командос.
Дублікату Баркера на Землі вдається зберегти здоровий стан. Гоукс використовує його дублікат на Землі для повторних передач, і щоразу Баркер рухається все далі через артефакт, повільно відображаючи маршрут через загадкову структуру.
Водночас на Землі подруга Баркера — Клер Пак — закручує голову Коннінгтону, а сам Гоукс знайомиться з молодою жінкою Елізабет Каммінг. Згодом стан Баркера гіршає, що негативно впливає на його стосунки з Клер, яка зрештою стає коханкою Коннінгтона. Натомість Гоукс зізнається Елізабет у коханні, після чого передає себе на Місяць, де на той час Баркер знайшов вихід з лабіринту.
В артефакті герої розуміють, що люди повинні бути тими, якими вони є, на намагаючись сховати за щось або приховати почуття. Вийшовши з іншого боку, Гоукс каже Баркеру, що вони не можуть повернутися на Землю. Обладнання на Місяці занадто недосконале, щоб безпечно передати людину назад, і навіть якби це було можливо, люди вже живуть своїм життям. Гоукс вирішує залишитися поза базою, поки його повітря не вичерпається. Баркер повертається, щоб спробувати його повернути назад. Це вдається. Коли Гоукс повертається на Землю, то в руці тримає записку, де сказано «Пам'ятай про неї», яку він залишив перед відправленням на Місяць, щоб не забути про кохану на випадок гибелі свого дубліката.

## Тема
Автор використовує чужоземний артефакт та передавач матерії як метафори для дослідження життя та смерті. Зокрема, передавач матерії відкриває внутрішній стан дубліката людини, досліджуючи її моральність, а також психологічний вплив на оригінальну копію, коли він переживає смерть своєї копії. Артефакт — це невідома загадка — щось по-справжньому чуже. В цьому є схожість з творами братів Стругацьких «Пікнік на узбіччі», М.Джон Гаррісона «Нова гойдалка» чи Станіслава Лема «Соляріс». В результаті психоаналіз героїв, їхніх людських якостей стає першочерговим на фоні розгортання фантастичних подій.

## Характеристика дійових осіб
Персонажі роману стискаються з розумінням ідентичності.
Едвард Гоукс дивиться на свій проєкт, наче хижий птах (звідси ім'я «Гоукс» — Яструби), маніпулює людьми, які працюють в інтересах проєкту, відсилаючи інших помирати заради прогресу, поки він сидить у лабораторії і робить записи.
Аль Баркер — авантюрист, шумний телепень і незграба, що постійно прагне довести себе членом коду Гемінгуея. Тому постійно ризикує життям, робить карколомні стрибки з парашутом і зрештою погоджується на участь у проєкті.
Вінсент Коннінгтон — зовні доволі поблажливий, гарний менеджер і організатор. При цьому виявляється його бажання влади, для чого він планує використати знання, які знаходяться в чужинському артефакті. Водночас постійно зазнає впливу привабливих жінок.
Клер Пак подобається грати з чоловіками, використовуючи свою красу і сексуальність. Завдяки цьому штовхає закоханих в неї чоловіків на дивацтва. Робить це на власну втіху.

## Нагороди
- номінант на премію Г'юго, 1961 рік
- номінант на премію Гігамеш, 1992 рік